# Rosette (pastel)

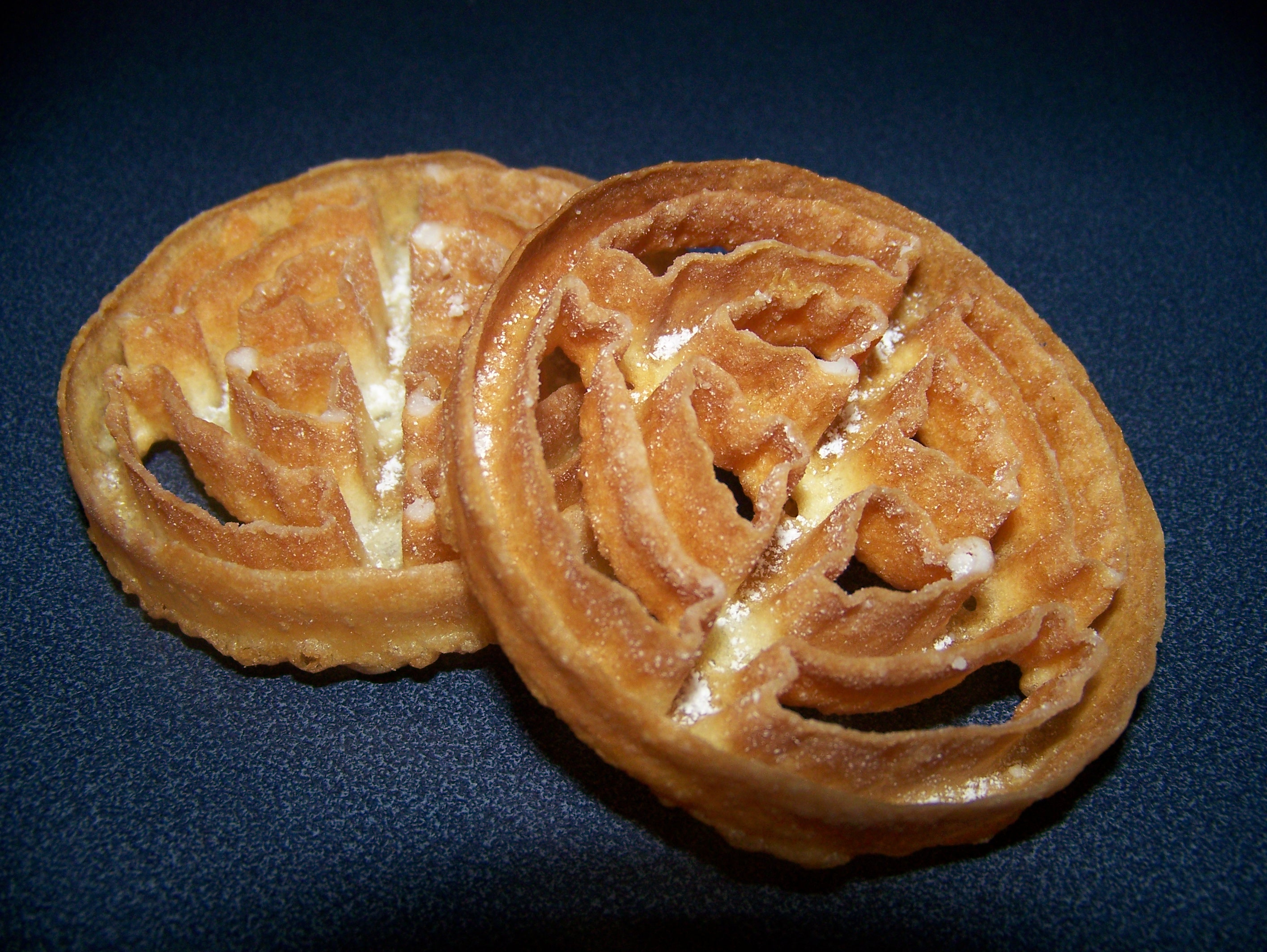
Rosettes caseros

Un rosette es una galleta delgada frita de origen noruego. Los rosettes son hechos tradicionalmente durante la época de Navidad.
Son hechos utilizando planchas de hierro. El hierro se calienta a una temperatura muy elevada en aceite, se sumerge en la masa, luego se vuelve a sumergir en el aceite caliente para crear una capa crujiente de metal. El hierro es inmediatamente eliminado y los rosette son separados del hierro. Usualmente, los bordes del rosette son sumergidos en un glaseado de azúcar. Las recetas de rosette son populares en los Estados Unidos entre familias con ascendencia escandinava.
En Finlandia, los rosettes pueden ser servidos en May Day (Vappu) como una alternativa a funnel cakes.